# Логинов, Владимир Илларионович
Владимир Илларионович Логинов (1927 — ?) — директор комбината «Ачполиметалл» (1965—1971), лауреат Государственной премии СССР 1970 года.
Член КПСС с 1946 года.
Окончил Чимкентский горно-металлургический техникум (1946) и заочное отделение Казахского политехнического института (1967).
В 1946—1948 гг. горный инженер Ачисайского металлургического комбината. В 1948—1955 гг. работал в Чехословакии.
В 1955—1965 гг. директор Ачисайского рудника. 
В 1965—1971 гг. директор Ачисайского горнометаллургического комбината (комбинат «Ачполиметалл»).
По итогам выполнения плана семилетки награждён орденом Ленина (1966).
В 1966 году министр цветной металлургии СССР Петр Фадеевич Ломако издал приказ «О дальнейшем распространении опыта проходчиков Ачисайского полиметаллического комбината по скоростному проведению горных выработок».
В период его руководства в 1967 году по проекту института Гипроцветмет был построен и запущен в работу металлургический цех для переработки окисленных цинковых руд.
Лауреат Государственной премии СССР 1970 года (в составе коллектива) — за разработку и внедрение новой технологии добычи руд с комплексной механизацией процессов горных работ с использованием самоходного оборудования на шахтах Джезказганского ГМК и Ачисайского ПМК.
Депутат Верховного Совета Казахской ССР VII созыва.
Его именем названа улица в г. Кентау (бывшая Садовая).
Сочинения:
- Всесоюзный рекорд скоростной проходки штрека на Ачисайском руднике [Текст] / Гос. науч.-техн. ком-т Совета Министров КазССР. Центр. ин-т науч.-техн. информации ; В. И. Логинов, В. Г. Положенко, А. С, Гринблат, В. Н. Ищук. — 2-е изд., испр. — Алма-Ата : [б. и.], 1959. — 12 с. : черт.; 22 см.
- Краткая история развития комбината «Ачполиметалл» и характеристика его предприятий [Текст]. — Москва : Цветметинформация, 1966. — 10 с.; 22 см. — (Доклад участникам Совещания по скоростному проведению горных выработок/ М-во цвет. металлургии СССР. Центр. ком. Профсоюза рабочих металлург. пром-сти. Центр. правл. Науч.-техн. о-ва цвет. металлургии. М-во цвет. металлургии Казах. ССР; 5).